# Chalk Mark in a Rain Storm
Chalk Mark in a Rain Storm  er titlen på Joni Mitchells  trettende studiealbum (femtende i alt), som blev udgivet i 1988. Med basis i en pop/rock-lyd havde Mitchell på dette album indbudt en række  gæster til at synge sammen med hende, blandt andet Peter Gabriel,  Willie Nelson og Tom Petty.
Flere af sangene på albummet behandler aktuelle  politiske/samfundsmæssige emner på en kritisk måde, mens andre sange  handler om kærligheden i forskellige former.

## Numre
Alle  numre er skrevet af Joni Mitchell selv med mindre andet er nævnt.
1. "My  Secret Place" (5:01)
2. "Number One" (3:46)
3. "Lakota" (6:25) –  Mitchell, Larry Klein
4. "The  Tea Leaf Prophecy (Lay Down Your Arms)"  (4:49) – Mitchell, Klein
5. "Dancin'  Clown" (4:09)
6. "Cool  Water" (5:25) – Mitchell, Bob Nolan
7. "The  Beat of Black Wings" (5:19)
8. "Snakes  and Ladders"  (5:37) – Mitchell, Klein
9. "The Reoccurring Dream" (3:02) – Mitchell, Klein
10. "A  Bird That Whistles (Corrina, Corrina)"  (2:38)

## Musikere
Ud over sangen  bidrager Joni Mitchell på albummet på guitar, keyboard og  trommeprogrammering. Hun suppleres af sin daværende mand Larry Klein  (bas, keyboard, congas, kor, mm.), Thomas Dolby (marimba), Michael Landau  (guitar, kor), Steven Lindsey  (orgel), Steve Stevens  (guitar), Wayne Shorter  (saxofon) og Manu Katché  (trommer, percussion, kor mm.). 
De sangere, der i øvrigt medvirker på albummet, er: 
- Peter Gabriel – "My Secret Place"
- Benjamin Orr – "Number One" og "The Beat of Black Wings"
- Iron Eyes Cody – "Lakota"
- Don Henley – "Lakota" og  "Snakes and Ladders"
- Billy Idol, Tom Petty og Julie Last – "Dancin' Clown"
- Willie Nelson – "Cool Water"
- Wendy & Lisa (Wendy Melvoin og Lisa Coleman) – "The Tea Leaf  Prophecy"

## Cover
Forsiden af albummets cover er et fotografi af Mitchell taget af Larry Klein. Fotoet er taget fra Joni Mitchells højre side tæt på, så man kun ser det øverste af skulderen samt hovedet, som hun drejer mod fotografen. Hun bærer en stor bredskygget hat, der skygger for øjnene, samt en slags poncho. I baggrunden anes et bjerglandskab. Farverne på billedet er primært rosa samt sorte og hvide nuancer, og billedet ser i øvrigt ud til at være overbelyst, muligvis i en efterbehandling af billedet. 
Hendes navn er trykt i hvidt øverst, så det ses i hattepulden, mens albummets titel er trykt ligeledes i hvidt nederst og ses på hendes skulder.